# Gaby Ruiz
Gabriel Ruiz García, más conocido como Gaby Ruiz (Santa Coloma de Gramanet, Barcelona, 18 de marzo de 1973), es un ex-baloncestista español que con 1,96 metros de altura su posición en el campo era la de alero. 
Forma parte del histórico Unicaja de Málaga, que de la mano de Nacho Rodríguez, Sergei Babkov, Mike Ansley, Kenny Miller y Manel Bosch entre otras llegan contra todo pronóstico a la final de la liga ACB en el año 1995. Esta hazaña significaría para el equipo malagueño un salto de calidad, y la consideración desde entonces de equipo grande.

## Clubes
- 1991-92 Primera División. Unicaja Melilla.
- 1991-92 ACB. Unicaja Ronda.
- 1992-93 Primera División. Unicaja Baloncesto.
- 1992-93 ACB. Unicaja-Mayoral Málaga.
- 1993-99 ACB. Unicaja Málaga.
- 1999-01 ACB. Jabones Pardo Fuenlabrada.
- 2001-02 LEB. Tenerife C.B. Rescinde su contrato tras nueve partidos
- 2001-02 LEB2. C.B. Tarragona.
- 2002-03 EBA. Helados Royne Axarquía. Entra en febrero.

## Palmarés
- 1994 Eurobasket sub-22. Selección de España. Liubliana. Medalla de Bronce.
- 1994-95 ACB. Unicaja. Subcampeón.
- 1993-94 ACB. Unicaja Polti. Mejor Debutante. Revista Gigantes del Superbasket.
- 1994-95 ACB. Unicaja. Jugador de Mayor Progresión. Revista Gigantes del Superbasket.